# Гонсалес, Мариано
Мариано Николас Гонсалес (исп. Mariano Nicolás González; 5 мая 1981, Тандиль, провинция Буэнос-Айрес, Аргентина) — аргентинский футболист, полузащитник, тренер.

## Карьера
Мариано начал карьеру в любительском клубе «Бамбинос». Оттуда он перешёл в «Индепендьенте», а затем в «Расинг» из Авельянеды. В основном составе «Расинга» Мариано начал выступать с 2001 года. За «Расинг» Мариано провёл 64 игры и забил 14 голов, один из которых в ворота «Боки Хуниорс», принёсший его команде победу со счётом 4:3.
В июле 2004 года Мариано перешёл в итальянский клуб «Палермо», который заплатил за трансфер аргентинца 3,5 млн евро. В составе «Палермо» Мариано провёл 2 сезона, сыграв в 51 матче и забив 4 гола.
Летом 2006 года Мариано был арендован миланским «Интернационале». В составе «нерадзурри» он дебютировал 12 сентября 2006 года в матче Лиги чемпионов против лиссабонского «Спортинга», в котором «Интер» победил 1:0. 29 ноября того же года он забил первый мяч за клуб, поразив ворота «Мессины» в Кубке Италии. Несмотря на удачное, в целом, выступление в «Интере», Мариано так и не смог завоевать место в основном составе команды, занятое Деяном Станковичем и Луишем Фигу. Всего за клуб он провёл 24 матча, из которых 14 в чемпионате Италии, выигранном «Интером», и забил 1 гол. По окончании сезона «Интер» решил не продлевать аренду Мариано.
Вернувшись в «Палермо», Мариано уже 17 июля 2007 года был арендован португальским клубом «Порту», который получил приоритетное право выкупа контракта игрока. В первом сезоне в «Порту» Мариано провёл 21 матч и забил 2 гола, став чемпионом Португалии. После продажи Рикардо Куарежмы, Порту выкупил трансфер Мариано, заплатив 3 млн евро. В следующем сезоне Мариано стал играть более заметную роль в клубе, а также отличился в 1/4 финала Лиги чемпионов в игре с «Манчестер Юнайтед». В начале следующего сезона, Мариано получил травму, из-за которой не тренировался 6 недель. 2 февраля 2010 года Мариано забил гол, который принёс «Порту» победу над одним из конкурентов по чемпионату Португалии, «Спортингу».

## Международная карьера
В составе сборной Аргентины Мариано дебютировал 31 января 2003 года в игре с гондурасским клубом «Сан-Педро-Сула», в которой забил гол на 66-й минуте встречи. В 2004 году он был участником Кубка Америки и Олимпийских игр, где аргентинцы завоевали серебряные и золотые медали соответственно.

## Достижения
«Интернационале»
- Чемпион Италии: 2006/07

 «Порту»
- Чемпион Португалии (3): 2007/08, 2008/09, 2010/11
- Обладатель Кубка Португалии (2): 2008/09, 2009/10

 Сборная Аргентины
- Победитель Олимпийских игр: 2004